# The Holcroft Covenant
The Holcroft Covenant is een Britse thriller uit 1985 onder regie van John Frankenheimer. Het scenario is gebaseerd op de gelijknamige roman uit 1978 van de Amerikaanse auteur Robert Ludlum.

## Verhaal
Als de New Yorkse architect Noel Holcroft een geheimzinnige boodschap krijgt, raakt hij verzeild in een web van intriges. Hij komt erachter dat zijn vader tijdens de oorlog werkte voor Hitler. Hij heeft hem ook een fortuin nagelaten en Holcroft zwerft daarom de wereld rond op zoek naar dat geld. Op die manier komt hij terecht in de wereld van de spionage.

## Rolverdeling
| Acteur           | Personage                              |
| ---------------- | -------------------------------------- |
| Michael Caine    | Noel Holcroft                          |
| Anthony Andrews  | Johann von Tiebolt / Jonathan Tennyson |
| Victoria Tennant | Helden von Tiebolt / Helden Tennyson   |
| Lilli Palmer     | Althene Holcroft                       |
| Mario Adorf      | Erich Kessler / Jürgen Mass            |
| Michael Lonsdale | Ernst Manfredi                         |
| Bernard Hepton   | Commandant Leighton                    |
| Richard Münch    | Oberst                                 |
| Carl Rigg        | Anthony Beaumont                       |
| André Penvern    | Frederick Leger                        |
| Andy Bradford    | Hartman                                |
| Shane Rimmer     | Luitenant Miles                        |
| Alexander Kerst  | Generaal Heinrich Clausen              |
| Michael Wolf     | Generaal Erich Kessler                 |
| Hugo Bower       | Generaal Wilhelm von Tiebolt           |